# Agrotis pseudochretieni
Agrotis pseudochretieni är en fjärilsart som beskrevs av Heydemann 1929. Agrotis pseudochretieni ingår i släktet Agrotis och familjen nattflyn. Inga underarter finns listade i Catalogue of Life.